# Camponotus bonariensis
Camponotus bonariensis é uma espécie de inseto do gênero Camponotus, pertencente à família Formicidae.